# 洛特河畔勒唐普勒
洛特河畔勒唐普勒（法語：Le Temple-sur-Lot，法語發音：[lə tɑ̃pl syʁ lɔt]）是法国洛特-加龙省的一个市镇，位于该省中部偏北，属于洛特河畔新城区。

## 地理
洛特河畔勒唐普勒（44°22'47"N, 0°31'29"E）面积16.91 平方千米，位于法国新阿基坦大区洛特-加龍省，该省份为法国西南部内陆省份，北起多爾多涅省，西接吉倫特省和朗德省，南至热尔省，东临塔恩-加龙省和洛特省。
与洛特河畔勒唐普勒接壤的市镇（或旧市镇、城区）包括：丰格拉沃、洛特河畔卡斯泰尔莫龙、多尔迈拉克、洛特河畔格朗日、蒙珀扎、圣艾蒂安德富热尔、洛特河畔圣利夫拉德。

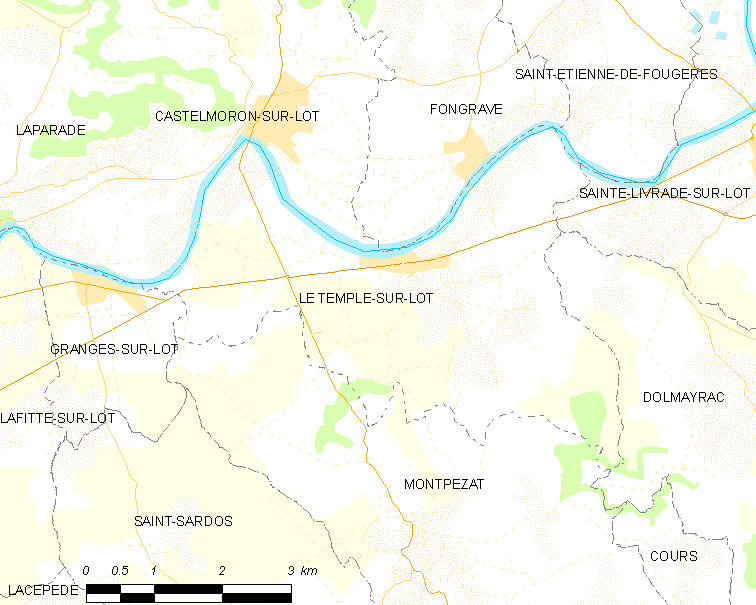
洛特河畔勒唐普勒的OSM定位图

洛特河畔勒唐普勒的时区为UTC+01:00、UTC+02:00（夏令时）。

## 行政
洛特河畔勒唐普勒的邮政编码为47110，INSEE市镇编码为47306。

## 政治
洛特河畔勒唐普勒所属的省级选区为勒利夫拉代县。

## 人口

1962-2008年间洛特河畔勒唐普勒人口变化图示

洛特河畔勒唐普勒于2022年1月1日时的人口数量为1112人。